# Takahiro Ōmori
Takahiro Ōmori (大森 貴弘 Ōmori Takahiro?,  Tokio, 25 de junio de 1965) es un director de animé y escritor de storyboard japonés. Ha dirigido varias series como Koi Kaze, Gakuen Alice, Natsume Yūjin-Chō, Baccano! y Durarara!!. Ōmori lleva activo desde el año 1984 hasta la fecha actual.

## Carrera
Tras finalizar la escuela, Ōmori inició su carrera como animador en Studio Deen; de allí en adelante continuó trabajando para diferentes estudios de renombre como Pierrot, Gainax y Sunrise. En 2007, dirigió el anime Baccano! producido por Brain's Base, además dirigió varias temporadas de la adaptación a anime del manga Natsume Yūjin-Chō desde 2008. En 2010, dirigió el anime Kuragehime.

## Filmografía
1988
- Metal Skin Panic MADOX-01: animador principal[2]

1996
- Baby and Me: director y creador del storyboard[3]

1997
- Hyper Police: director[4]

2002
- Haibane Renmei: director[5]

2004
- Koi Kaze: director[6]
- Gakuen Alice: director, storyboard y guion[7]

2005
- Jigoku Shoujo: director[8]

2007
- Baccano!: director, storyboard y director de episodio[9]

2008-2009
- Natsume Yūjin-Chō: director (temporadas 1 y 2)[10]

2010
- Durarara!! y Kuragehime: director[11][12]

2011
- Hotarubi no Mori e: director[13]
- Natsume Yūjin-Chō San: director[14]

2012
- Natsume Yūjin-Chō Shi: director[15]

2013
- Samurai Flamenco, director[16]

2016
- Natsume Yūjin-Chō Go: director[17]

2017
- Natsume Yūjin-Chō Roku: director

2018
- Gekijōban Natsume Yūjin-Chō: Utsusemi ni Musubu: director

2020
- Pet: director[18]